# Belgiëlei

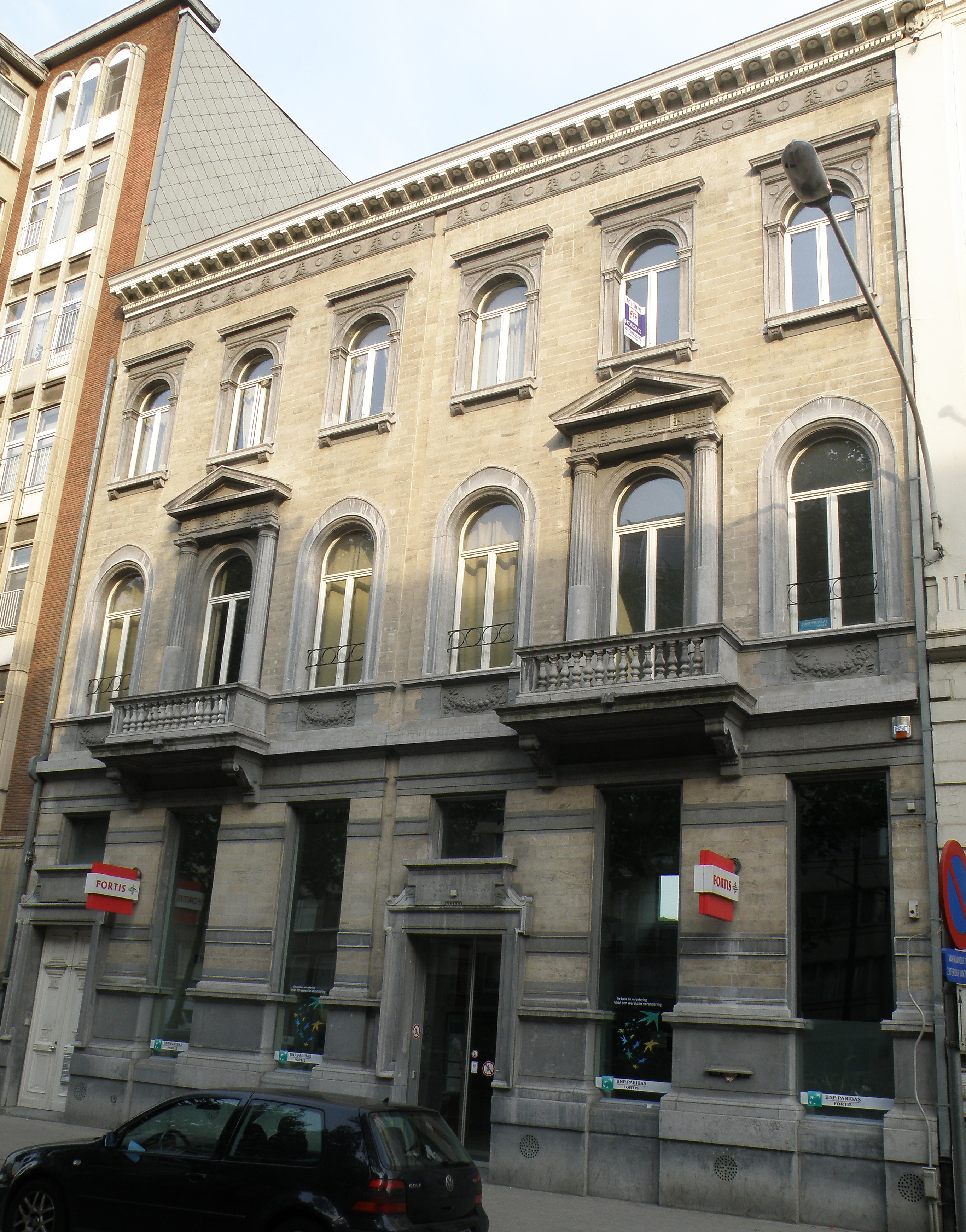
Panden aan de Belgiëlei

De Belgiëlei is een brede laan in de Belgische stad Antwerpen, gelegen in het zuidoosten van het gelijknamige stadsdistrict. De brede laan werd in 1859 officieel geopend door Koning Leopold I en droeg ook diens naam. De laan moest de verbinding gaan vormen tussen het Koning Albertpark ("Warande") en het Harmoniepark enerzijds en de Zoo anderzijds en nam ook het verkeer over dat voorheen langs de provinciale steenweg (nu Lamorinièrestraat en Provinciestraat) tussen de Antwerpse voorsteden Berchem en Borgerhout reed. In 1919 werd de tot dan toe Leopoldlei of Boulevard Léopold geheten laan omgedoopt tot Belgiëlei. De laan vormt de grens tussen de wijken Haringrode (kant van de onpare nummers) in het zuiden en Klein-Antwerpen (kant van de pare nummers) in het noorden.

## Aanzien
- Museum Ridder Smidt van Gelder, Belgiëlei 91, een verzameling interieur- en luxenijverheid van 1650 tot 1900, deels openbaar bezit; onder meer werk van de Parijse meubelmaker Gole dat in 2005 werd erkend als Cultuurhistorisch Erfgoed.
- Belgiëlei 166, een gewaardeerd voorbeeld van een woonhuis in de Internationale Stijl uit de jaren 30-40 van de Antwerpse joodse architect Nico Kaplansky.
- Koning Albertpark en Harmoniepark aan het einde van de Belgiëlei, richting Berchem.
- Leopoldbrug, eclectische spoorbrug aan het einde van de Belgiëlei, richting Borgerhout.
- Huis van Lieven Gevaert, nu militair hoofdkwartier Antwerpen.
- Verschillende 19e-eeuwse en vroeg-20ste-eeuwse herenhuizen.